# Championnat des Comores de football 2019
Navigation
Saison précédente Saison suivante
La saison 2019 du championnat des Comores de football est la trente-cinquième édition de la première division comorienne. Après une phase régionale se déroulant de janvier à juin 2019, les champions de première division des trois îles des Comores (Anjouan, Grande Comore et Mohéli) s'affrontent dans une triangulaire en matchs aller seulement au sein d'une poule unique.
C’est le Fomboni Football Club, qui est sacré cette saison après avoir terminé en tête du tournoi triangulaire. Il s’agit du troisième titre de champion des Comores de l’histoire du club.

## Phase régionale
Le classement est établi sur le barème de points classique (victoire à 3 points, match nul à 1, défaite à 0).
| Rang | Équipe               | Pts | J  | G  | N | P  | Bp | Bc | Diff |
| ---- | -------------------- | --- | -- | -- | - | -- | -- | -- | ---- |
| 1    | Steal Nouvel de Sima | 38  | 18 | 11 | 5 | 2  | 36 | 14 | +22  |
| 2    | Étoile d'or Mirontsy | 36  | 18 | 10 | 6 | 2  | 35 | 14 | +21  |
| 3    | Gombessa Mutsamudu   | 33  | 18 | 9  | 6 | 3  | 30 | 15 | +15  |
| 4    | FC Ouani             | 29  | 18 | 8  | 5 | 5  | 30 | 19 | +11  |
| 5    | Ziarra Club P        | 28  | 18 | 8  | 4 | 6  | 24 | 20 | +4   |
| 6    | AS Patsy P           | 24  | 18 | 7  | 3 | 8  | 28 | 29 | -1   |
| 7    | Atletico             | 22  | 18 | 6  | 4 | 8  | 25 | 23 | +2   |
| 8    | Miracle Club         | 18  | 18 | 5  | 3 | 10 | 10 | 25 | -15  |
| 9    | AS Daoueni           | 13  | 18 | 4  | 1 | 13 | 13 | 43 | -30  |
| 10   | Café Sport P         | 10  | 18 | 3  | 1 | 14 | 13 | 42 | -29  |

| Rang | Équipe                 | Pts | J  | G  | N | P | Bp | Bc | Diff |
| ---- | ---------------------- | --- | -- | -- | - | - | -- | -- | ---- |
| 1    | Fomboni FC             | 35  | 14 | 11 | 2 | 1 | 38 | 7  | +31  |
| 2    | FCN Espoir P           | 20  | 14 | 6  | 2 | 6 | 18 | 20 | -2   |
| 3    | Nouvel Espoir (Djando) | 20  | 14 | 6  | 2 | 6 | 19 | 30 | -11  |
| 4    | Mbatsé FC              | 18  | 14 | 5  | 3 | 6 | 23 | 24 | -1   |
| 5    | Etoile du Centre P     | 18  | 14 | 5  | 3 | 6 | 13 | 16 | -3   |
| 6    | Belle Lumière Djoiezi  | 17  | 14 | 4  | 5 | 5 | 16 | 15 | +1   |
| 7    | Wemani Espoir          | 14  | 14 | 3  | 2 | 9 | 15 | 29 | -14  |

| Rang | Équipe                  | Pts | J  | G  | N  | P  | Bp | Bc | Diff |
| ---- | ----------------------- | --- | -- | -- | -- | -- | -- | -- | ---- |
| 1    | FC Malé                 | 41  | 22 | 12 | 5  | 5  | 31 | 21 | +10  |
| 2    | US Zilimadjou           | 39  | 22 | 10 | 9  | 3  | 35 | 17 | +18  |
| 3    | Ngaya Club              | 37  | 22 | 9  | 10 | 3  | 38 | 24 | +14  |
| 4    | Volcan Club de Moroni T | 35  | 22 | 9  | 8  | 5  | 32 | 23 | +9   |
| 5    | Élan Club de Mitsoudjé  | 33  | 22 | 9  | 6  | 7  | 27 | 21 | +6   |
| 6    | Enfants des Comores     | 30  | 22 | 8  | 6  | 8  | 35 | 31 | +4   |
| 7    | Apache Club P           | 30  | 22 | 9  | 3  | 10 | 32 | 30 | +2   |
| 8    | JAC de Mitsoudjié       | 29  | 22 | 8  | 5  | 9  | 29 | 32 | -3   |
| 9    | Aventure Club Ouellah   | 27  | 22 | 6  | 9  | 7  | 29 | 31 | -2   |
| 10   | US Mbéni                | 20  | 22 | 4  | 8  | 10 | 23 | 41 | -18  |
| 11   | Les Abeilles P          | 18  | 22 | 4  | 6  | 12 | 18 | 34 | -16  |
| 12   | Amical Club P           | 18  | 22 | 5  | 3  | 14 | 18 | 42 | -24  |

| Légende : Qualifications et relégations | Légende : Qualifications et relégations                                                    |
| --------------------------------------- | ------------------------------------------------------------------------------------------ |
|                                         | Qualification pour la phase finale                                                         |
|                                         | Qualification pour la Coupe de la confédération 2019-2020                                  |
|                                         | Relégation en deuxième division                                                            |
|                                         | T : Tenant du titre C : Vainqueur de la Coupe des Comores P : Promu de division inférieure |

## Phase nationale

### Les équipes participantes
- Steal Nouvel de Sima - Champion d'Anjouan
- FC Malé  - Champion de Grande Comore
- Fomboni Football Club - Champion de Mohéli

### Les matchs
| Rang | Équipe                | Pts | J | G | N | P | Bp | Bc | Diff |  | Résultats (▼ dom., ► ext.) | Fom | Ste | Mal |
| ---- | --------------------- | --- | - | - | - | - | -- | -- | ---- |  | -------------------------- | --- | --- | --- |
| 1    | Fomboni Football Club | 6   | 2 | 2 | 0 | 0 | 6  | 0  | +6   |  | Fomboni Football Club      |     | 3-0 | 3-0 |
| 2    | Steal Nouvel de Sima  | 3   | 2 | 1 | 0 | 1 | 3  | 4  | -1   |  | Steal Nouvel de Sima       | -   |     | 3-1 |
| 3    | FC Malé               | 0   | 2 | 0 | 0 | 2 | 1  | 6  | -5   |  | FC Malé                    | -   | -   |     |

## Bilan de la saison
| Championnat des Comores de football 2019 |                                  |
| Champion                                 | Fomboni Football Club (3e titre) |
| Coupes et trophées                       |                                  |
| Vainqueur de la Coupe des Comores 2019   | Yakélé Sport de Mutsamudu (D2)   |
| Qualifications continentales             |                                  |
| Ligue des champions de la CAF 2019-2020  | Fomboni Football Club            |
| Coupe de la confédération 2019-2020      | Yakélé Sport de Mutsamudu        |